# Eirenis aurolineatus
Eirenis aurolineatus är en ormart som beskrevs av Venzmer 1919. Eirenis aurolineatus ingår i släktet Eirenis och familjen snokar. IUCN kategoriserar arten globalt som livskraftig. Inga underarter finns listade i Catalogue of Life.
Arten förekommer i Taurusbergen och i angränsande bergstrakter i södra Turkiet. Den vistas i områden som ligger 300 till 1300 meter över havet. Habitatet utgörs av öppna skogar och öppna buskskogar. Skötsel av betesdjur som håller växtligheten låg är vanlig i regionen. Honor lägger ägg.